# Centre guide
 (juillet 2025).
 (juillet 2025).
 (novembre 2024).
 (février 2025).

Les particules chargées dérivent dans un champ magnétique homogène.
(A) Aucune force perturbatrice (B) Avec un champ électrique E (C) Avec une force indépendante F
(par exemple la gravité) (D) Dans un champ magnétique inhomogène, grad H

En physique des plasmas, la trajectoire d'une particule chargée électriquement telle qu'un électron ou un ion dans un plasma sous l'influence d'un champ magnétique peut être considéré comme la superposition de deux mouvements. Le premier est un mouvement hélicoïdal (rotation et translation) relativement rapide autour d'un point appelé centre guide et d'une dérive, qui contrairement au premier mouvement est relativement lente pour la particule considérée. Les vitesses de dérive peuvent différer pour diverses espèces en fonction de leur état de charge (Z), de leur masse (m) ou de leur température (Te/Ti), ce qui peut entraîner des courants électriques ou une séparation chimique.

## Giration
Considérons un champ magnétique uniforme dans le temps et l'espace et l'absence ou l'omission de forces extérieures. La seule force qui s'exercerait sur la particule chargée serait la force de Lorentz, provoquant une accélération constante (2de loi de Newton) d'une particule dans la direction perpendiculaire au champ magnétique mais aussi à sa vélocité. Cela n'affecterait donc pas le mouvement des particules dans un mouvement parallèle au champ magnétique, mais entraîne un mouvement hélicoïdale à vitesse constante dans le plan perpendiculaire au champ magnétique. Ce mouvement hélicoïdal est caractérisé par son rayon, Rayon de Larmor. Pour une particule avec masse {\displaystyle m} et charge {\displaystyle q} se déplaçant dans un champ magnétique avec force {\displaystyle B}, il possède une fréquence, appelée gyrofréquence ou fréquence cyclotron, définit telle que :{\displaystyle \omega _{\rm {c}}={\frac {|q|B}{m}}.}
Pour une vélocité perpendiculaire au champ magnétique, nommée {\displaystyle v_{\perp }}, on définit le rayon de l'orbite, autrement appelé rayon gyroscopique ou rayon de Larmor, est défini tel que : {\displaystyle \rho _{\rm {L}}={\frac {v_{\perp }}{\omega _{\rm {c}}}}.}

## Mouvement parallèle
Rappelons que par sa formule (et notamment la présence du produit vectoriel), la force de Lorentz ne s'applique pas pour les trajectoires parallèles aux champs magnétiques et/ou la vélocité initiale de la particule considérée. Dans un champ uniforme sans forces extérieures, une particule chargée tournera autour du champ magnétique en fonction de la composante perpendiculaire de sa vitesse et dérivera parallèlement au champ en fonction de sa vitesse parallèle initiale, ce qui entraînera une orbite hélicoïdale. S'il existe une force avec une composante parallèle, la particule et son centre guide seront accélérés en conséquence.
Si le champ considéré possède un gradient parallèle à la trajectoire, une particule avec un rayon de Larmor fini sera soumise à une force dans le sens opposé à la direction du champ magnétique le plus conséquent. Cet effet est connu sous le nom de miroir magnétique. Bien que cela soit étroitement lié aux dérives des centres directeurs en physique et en mathématiques, il est néanmoins considéré comme distinct de ces notions.

## Dérives liées aux forces extérieures
Lorsqu'une force s'exerce sur les particules dans un mouvement perpendiculaire au champ magnétique, ces dernières dériveront dans une direction perpendiculaire à la fois à la force considérée et au champ. Appelons {\displaystyle {\boldsymbol {F}}} la force exercée sur une particule, alors sa vitesse de dérive est définie telle que :{\displaystyle {\boldsymbol {v}}_{f}={\frac {1}{q}}{\frac {{\boldsymbol {F}}\times {\boldsymbol {B}}}{B^{2}}}.}
Ces dérives, contrairement à l'effet miroir mentionné précédemment et aux dérives dues à un champ magnétique non uniforme, ne dépendent pas du rayon de Larmor fini. Notons que ces dernières sont également présentes dans le cadre des plasmas froids. Réfléchissons un instant à ce concept, car au premier abord il semble contre intuitif. Considérons une particule stationnaire : lorsqu'une force est ajoutée, d'où viendrait le mouvement perpendiculaire à la force et pourquoi la force ne génèrerait pas uniquement une trajectoires parallèle à la particule ? L'interaction avec le champ magnétique est la responsable. En effet, la force entraîne engendre une accélération parallèle à sa direction (2de loi de Newton), mais le champ magnétique dévie le mouvement résultant dans la direction de la dérive. Une fois que la particule se déplace dans la direction de la dérive, le champ magnétique la dévie contre la direction imposée par la force externe, de sorte que l'accélération moyenne dans la direction de la force soit nulle. Il existe cependant un déplacement ponctuel dans la direction de la force égal à ( f / m ) ω c −2, qui doit être considéré comme une conséquence de la dérive de polarisation lorsque la force est présente. Le mouvement résultant est nommé une cycloïde. De plus, la superposition d'une giration et d'une dérive perpendiculaire uniforme est nommé une trochoïde.
En réalité, on peut considérer que toutes les dérives dont nous allons discuter sont des cas particuliers du concept explicité ci-dessus, cependant cette façon de déterminer la dérive n'est pas la manière la plus utile ni la plus efficace. Les exemples évidents sont l'application de forces électriques et gravitationnelles. La dérive du gradient magnétique peut être considérée comme résultant de la force exercée sur un dipôle magnétique dans un gradient de champ. Les dérives de courbure, d’inertie et de polarisation (explicitée ci-dessous) résultent quant à elles du traitement de l’accélération de la particule comme des forces fictives. La dérive diamagnétique se considère bien souvent due la force générée par un gradient de pression. Enfin, d’autres forces telles que la pression de rayonnement et les collisions entraînent également des dérives.

### Champ gravitationnel
Un exemple de dérive d'un plasma due au champ gravitationnel serait l'ionosphère. La vitesse de dérive est {\displaystyle {\boldsymbol {v}}_{g}={\frac {m}{q}}{\frac {{\boldsymbol {g}}\times {\boldsymbol {B}}}{B^{2}}}}
Étant donné que la masse est présente dans l'équation, bien souvent la dérive due à un champ gravitationnel d'un électron est négligée.
La présence de la charge de la particule dans la formule implique que la vitesse des ions et des électrons serait opposées (même direction mais sens inverse), créant de ce fait un courant électrique. En pratique c'est ce courant croisé avec le champ magnétique qui fournit la force qui contrecarre la force appliquée.

### Champ électrique
La dérive engendrée par l'ajout d'un champ électrique, souvent appelée la {\displaystyle {\boldsymbol {E}}\times {\boldsymbol {B}}} ( E croix B ) est un cas particulier de dérive car la force électrique exercée sur une particule dépend de sa charge (contrairement à la dérive due à la gravitation par exemple). De ce fait, les ions (quelle que soit leur masse et leur charge) et les électrons se déplaceront dans une direction et à un vélocité similaire, la création de courant net ne sera donc pas réalisé (en supposant une quasi-neutralité du plasma). Si l'on se place dans le contexte de la relativité restreinte, si le référentiel se déplace à cette vitesse, le champ électrique disparaît. La valeur de la vitesse de dérive est définie telle que : {\displaystyle {\boldsymbol {v}}_{E}={\frac {{\boldsymbol {E}}\times {\boldsymbol {B}}}{B^{2}}}}

### E non uniforme
Dans le cadre d'un champ électrique non uniforme, la formule ci-dessus a été déterminée telle que la vélocité s'exprime : {\displaystyle {\boldsymbol {v}}_{E}=\left(1+{\frac {1}{4}}\rho _{\rm {L}}^{2}\nabla ^{2}\right){\frac {{\boldsymbol {E}}\times {\boldsymbol {B}}}{B^{2}}}}

## B non uniforme
Les dérives du centre guide comme nous venons de le voir peuvent venir par la présence de forces extérieures, mais elles peuvent aussi être générées par des hétérogénéité (dans l'espace et le temps) du champ magnétique. En pratique, on exprime ces dérives en termes d'énergies cinétiques parallèles et perpendiculaires. {\displaystyle {\begin{aligned}K_{\|}&={\tfrac {1}{2}}mv_{\|}^{2}\\[1ex]K_{\perp }&={\tfrac {1}{2}}mv_{\perp }^{2}\end{aligned}}}
Dans cette situation, on élimine la dépendance de masse explicite. De ce fait, si les ions et les électrons ont des températures similaires, alors ils possèderont des vitesses de dérive similaires, bien que de sens opposé.

### Dérive de gradient B
Lorsqu'une particule se déplace dans un champ magnétique possédant un gradient de valeur de ligne de champ, le rayon de courbure de son orbite diminue, transformant l'orbite autrement hélicoïdal en une cycloïde .La vitesse de dérive est ainsi définie :{\displaystyle {\boldsymbol {v}}_{\nabla B}={\frac {K_{\perp }}{qB}}{\frac {{\boldsymbol {B}}\times \nabla B}{B^{2}}}}

### Dérive de courbure
Pour qu'une particule chargée suive une ligne de champ incurvée, elle nécessite une vitesse de dérive possédant un vecteur directeur normal au plan de courbure, afin de générer l'accélération centripète (ou force centrifuge) nécessaire. Cette vitesse est définie telle que : {\displaystyle {\boldsymbol {v}}_{R}={\frac {2K_{\|}}{qB}}{\frac {{\boldsymbol {R}}_{c}\times {\boldsymbol {B}}}{R_{c}^{2}B}}} où {\displaystyle {\boldsymbol {R}}_{c}} est le rayon de courbure de la trajectoire extérieure, définit comme le rayon de l'arc de cercle qui se rapproche le mieux de la courbe de la trajectoire à ce point. {\displaystyle {\boldsymbol {v}}_{\rm {inertial}}={\frac {v_{\parallel }}{\omega _{c}}}\,{\hat {\boldsymbol {b}}}\times {\frac {\mathrm {d} {\hat {\boldsymbol {b}}}}{\mathrm {d} t}},} où {\displaystyle {\hat {\boldsymbol {b}}}={\boldsymbol {B}}/B} est un vecteur unitaire ayant comme direction le vecteur directeur des lignes de champ du champ magnétique. Cette dérive est séparée en deux termes, étant la somme de la dérive de courbure et d'une dérive de champs électromagnétiques non uniforme.{\displaystyle {\frac {v_{\|}}{\omega _{c}}}\,{\hat {\boldsymbol {b}}}\times \left[{\frac {\partial {\hat {\boldsymbol {b}}}}{\partial t}}+({\boldsymbol {v}}_{E}\cdot \nabla {\hat {\boldsymbol {b}}})\right].}
Notons que lorsqu'un champ magnétique est stationnaire (du temps et de l'espace) et quand le champ électrique est suffisamment faible pour être négligé, la dérive exprimée ci-dessus est dominé par la terme de dérive de courbure.

### Dérive courbée dans le vide
Lorsque le plasma évolue dans un environnement avec une très faible pression, les équations de Maxwell permettent de générer une relation entre gradient de champs et courbure de champs, permettant ainsi de combiner les dérives correspondantes comme ceci :{\displaystyle {\boldsymbol {v}}_{R}+{\boldsymbol {v}}_{\nabla B}={\frac {2K_{\|}+K_{\perp }}{qB}}{\frac {{\boldsymbol {R}}_{c}\times {\boldsymbol {B}}}{R_{c}^{2}B}}}
Si une espèce du plasma est en équilibre thermique (tout le plasma s'il est monoatomique ou si toutes les espèces le composant le sont), le terme {\displaystyle 2K_{\|}+K_{\perp }} se transforme en {\displaystyle 2k_{\text{B}}T} ( puisque l'équilibre thermique est atteint, on a respectivement {\displaystyle k_{\text{B}}T/2} pour {\displaystyle K_{\|}} et {\displaystyle k_{\text{B}}T} pour {\displaystyle K_{\perp }} ).
Lorsque le gradient magnétique {\displaystyle \nabla B} est du à la courbure, l'expression de ce gradient change. Pour trouver son expression, il suffit de se rappeler que dans le vide, la loi d'Ampère est {\displaystyle \nabla \times {\boldsymbol {B}}=0}. Dans des coordonnées cylindriques choisies de telle sorte que la direction azimutale soit parallèle au champ magnétique et la direction radiale soit parallèle au gradient du champ magnétique, cela devient {\displaystyle \nabla \times {\boldsymbol {B}}={\frac {1}{r}}{\frac {\partial }{\partial r}}\left(rB_{\theta }\right){\hat {z}}=0}
Or dans le cas des centre guides, {\displaystyle rB_{\theta }} est une constante, cela implique donc que{\displaystyle \nabla B=-B{\frac {{\boldsymbol {R}}_{c}}{R_{c}^{2}}}} Ainsi la vitesse de dérive du au gradient du champ magnétique s'exprime : {\displaystyle {\boldsymbol {v}}_{\nabla B}=-{\frac {K_{\perp }}{q}}{\frac {{\boldsymbol {B}}\times {\boldsymbol {R}}_{c}}{R_{c}^{2}B^{2}}}}

## Dérive de polarisation
Un champ électrique qui varie en fonction du temps (non stationnaire) va générer une dérive appelée dérive de polarisation.{\displaystyle {\boldsymbol {v}}_{p}={\frac {m}{qB^{2}}}{\frac {d{\boldsymbol {E}}}{dt}}}
Cependant cette dérive se veut différente des précédentes, car elle est dans le cas d'un régime transitoire. En effet, rappelons qu'un champ électrique oscillatoire entraîne une dérive de polarisation oscillant à 90 degrés hors phase.
En raison de la dépendance de la masse, cet effet est également appelé dérive d'inertie . De façon générale, compte tenu de la très faible masse des électrons, cette dernière est négligée dans leur cas.

## Dérive diamagnétique
La dérive diamagnétique n’est une dérive du centre guide en tant que tel. En effet, la présence d'un gradient de pression n’entraîne pas la dérive d’une seule particule. Cependant, la vitesse du fluide est définie en comptant les particules se déplaçant dans une zone de référence, et la gradient de pression génère un mouvement préférentiel, id est que les particules vont plus aller dans une direction qu'une autre. La vitesse nette du fluide est définie telle que :
{\displaystyle {\boldsymbol {v}}_{D}=-{\frac {\nabla p\times {\boldsymbol {B}}}{qnB^{2}}}}

## Courants de dérive
À l’exception importante de la dérive de {\displaystyle {\boldsymbol {E}}\times {\boldsymbol {B}}}, la charge des particules aura un effet sur les vitesses de dérive. Cette différence de vitesse entraîne un courant puisque les ions et les électrons seront éloignés d'un point de vue spatial, tandis que la dépendance de la masse de la vitesse de dérive peut entraîner une séparation chimique.